# Magó Barca
Magó Barca fou fill d'Amílcar Barca i germà d'Hanníbal.

## La campanya a Itàlia
Era el més jove de tres germans i va acompanyar a Hanníbal a Itàlia el 218 aC durant la Segona Guerra Púnica i va donar mostres de valentia personal i de capacitat militar, fins al punt que, tot i la seva joventut, Hanníbal li va confiar diversos comandaments. Apareix per primer cop com a comandant quan els cartaginesos van creuar el riu Po; va participar en la batalla de Trèbia en la que el seu atac a la rereguarda romana va contribuir a la victòria; després va dirigir la rereguarda cartaginesa i va avançar creuar els Apenins en direcció a Etrúria per un terreny pantanós i va arribar per la batalla de Cannes on va dirigir l'ala dreta. Després de la batalla, Hanníbal li va donar un exèrcit per dominar el Samni, cosa que va fer amb facilitat i es va dirigir després al Brútium, on moltes ciutats li van obrir les portes.

## Retorn a Cartago
Va tornar llavors a Cartago on va anunciar al senat les victòries del seu germà, i tot i l'oposició d'Hannó el senat va decidir enviar reforços a Hanníbal, 12.000 infants i 1.500 cavallers, amb 20 elefants i 60 vaixells, que foren posats sota el comandament de Magó, però llavors van arribar notícies de les desfetes a Hispània i el govern va decidir enviar a Magó a aquesta província en suport del seu germà Àsdrubal Barca (215 aC).

## La campanya a Itàlia
Les operacions de la guerra a Hispània és molt difícil determinar com van ser per les exageracions dels escriptors romans i la manca de fonts púniques, però el 215 aC Magó i Àsdrubal van assetjar Illiturgis i Publi Corneli Escipió va anar en ajut de la ciutat, i els va derrotar i va conquerir el campament cartaginès. Una mica després els dos germans apareixen assetjant Indibilis, on altre cop foren derrotats. El 215 aC va arribar a Hispània el general Àsdrubal fill de Giscó amb un fort exèrcit, però res important consta com a esdevingut; els relats romans parlen de dues victòries d'Escipió però amb magres resultats. Tit Livi no esmenta res sobre les campanyes del 213 aC, quan segons Appià, Àsdrubal se'n va anar a l'Àfrica per fer front a una revolta dels númides. Els va sotmetre i va retornar després a Hispània. El 211 aC els cartaginesos van obtenir per fi un triomf: els Escipions van dividir les seves forces per fer front a dos exèrcits cartaginesos un dirigit per Àsdrubal Barca i un per Àsdrubal fill de Giscó i per Magó Barca. Uns 20.000 mercenaris celtibers de Gneu Corneli Escipió van desertar i van passar al camp d'Àsdrubal que va vèncer. Publi Corneli Escipió va morir en un enfrontament amb la cavalleria númida d'Àsdrubal fill de Giscó; les forces dels dos generals cartaginesos es van reunir amb les d'Àsdrubal i van rodejar a Gneu Escipió; el camp romà fou ocupat i el mateix general mort en la lluita junt amb la major part de les tropes. Les que van quedar, sota Gai Luci Marci Sèptim, es van retirar al darrere de l'Ebre i van poder impedir l'avanç dels cartaginesos cap a Itàlia.

## La Campanya a Hispània
El 209 aC després de la batalla de Baecula es va decidir que Àsdrubal Barca aniria a Itàlia i Magó i Àsdrubal fill de Giscó mantindrien la guerra a Hispània. El 207 aC se'l troba a Celtibèria al capdavant d'un exèrcit aixecat al país al qual es va unir un exèrcit dirigit per Hannó format per cartaginesos i númides; les forces combinades foren atacades per Marc Juni Silà, lloctinent d'Escipió, i foren derrotades; Hannó fou fet presoner, però Magó es va poder escapar amb uns milers d'homes i es va unir a Àsdrubal fill de Giscó a la part sud d'Hispània on van poder reunir un nou exèrcit, que fou derrotat decisivament per Escipió el 206 aC a la batalla d'Ilipa.
Llavors Magó es va retirar a Gades on va romandre amb les seves forces quan Àsdrubal fill de Giscó va marxar cap a l'Àfrica; va negociar amb els caps hispans intentant atreure'ls al seu bàndol i va fomentar el descontentament de les forces romanes i així va aconseguir la gran revolta d'Indíbil i Mandoni i el motí de part de l'exèrcit romà de la revolta de Sucro, però no van servir per restaurar el poder cartaginès; el seu lloctinent Hannó fou derrotat per Gai Luci Marci Sèptim i el mateix Magó, que anava en el seu ajut amb una flota de 60 vaixells, va haver de retornar a Gades després de la derrota dels cartaginesos en la batalla naval de Carteia.

## Segona campanya a Itàlia
Estava a punt de tornar a Àfrica quan va rebre ordres de marxar a Ligúria per portar altre cop la guerra a Itàlia. Abans de sortir d'Hispània va intentar recuperar Cartago Nova però fou derrotat amb considerables pèrdues. Va retornar a Gades on va trobar les portes tancades; la va ocupar per la força i va matar als dirigents locals; després va anar a les Balears on va passar l'hivern a Portus Magonis.
L'any següent va desembarcar a Ligúria i va sorprendre la ciutat de Gènova. Moltes tribus de gals i lígurs es van posar al seu costat, entre ells els ingauns; els etruscs començaven a mostrar signes de desafecció a Roma i l'exèrcit romà va haver de restar a Etrúria i a la Gàl·lia Cisalpina: Magó va rebre ordes de seguir amb força la guerra i va rebre reforços, però no va fer cap operació d'importància i la seva presència a Ligúria va perdre força.
Els romans a Àfrica van obligar els cartaginesos a concentrar els seus esforços en la defensa de la capital i van cridar a Magó i a Hanníbal (203 aC). Abans de rebre les ordes Magó va xocar a la Gàl·lia Cisalpina amb el pretor Publi Quintili Var i el procònsol Marc Corneli Cetege, en territori dels ínsubres, i Magó fou derrotat, i cinc mil homes del seu exèrcit van morir. Magó va quedar ferit greu i es va retirar cap a la costa; es va embarcar per tornar, però van morir abans d'arribar.

## La batalla de Zama
Corneli Nepos diu que no va morir sinó que fou l'únic general destacat supervivent a la batalla de Zama, i va restar a Cartago després del desterrament d'Hanníbal, on hauria intentat que el govern reprengués les hostilitats aliat amb Antíoc III el Gran (193 aC). Afirma que hauria estat desterrat pel senat i hauria mort poc després probablement assassinat pels seus esclaus, però és molt possible que aquestos fets es refereixin a un altre personatge de nom Magó amb qui Corneli Nepos s'hauria confós.